# أصدقاء الجامعة
أصدقاء الجامعة (بالإنجليزية: Friends from College) مسلسل كوميدي أمريكي، من اعداد نيكولاس ستولر وفرانشيسكا ديلبانكو. تكون الموسم الأول من 8 حلقات، توفرت للعرض حسب الطلب على نتفليكس في 14 يوليو، 2017. في 21 أغسطس، 2017، جددت نتفليكس المسلسل لموسم ثان من 8 حلقات.

## قصة المسلسل
يُتابع المسلسل قصة مجموعة من الشباب خريجي جامعة هارفارد وحياتهم في مدينة نيويورك.

## الممثلين والشخصيات

### شخصيات رئيسية
- كيغان-مايكل كي بدور إيثان تورنر
- كوبي سمولدرز بدور ليزا تورنر، زوجة إيثان

## وصلات خارجية
- الموقع الرسمي
- أصدقاء الجامعة على موقع IMDb (الإنجليزية)
- أصدقاء الجامعة على موقع ميتاكريتيك (الإنجليزية)
- أصدقاء الجامعة على موقع روتن توميتوز (الإنجليزية)
- أصدقاء الجامعة على موقع نتفليكس (الإنجليزية)
- أصدقاء الجامعة على موقع فيلمافينيتي (الإسبانية)
- أصدقاء الجامعة على موقع كينوبويسك (الروسية)
- أصدقاء الجامعة على موقع ألو سيني (الفرنسية)
- أصدقاء الجامعة على موقع قاعدة بيانات الفيلم (الإنجليزية)